# Martin Pavlovič
Martin Pavlovič, slovenski agronom, * 1964
Je znanstveni svetnik na Inštitutu za hmeljarstvo in pivovarstvo Slovenije in redni profesor agrarne ekonomike na Fakulteti za kmetijstvo in biosistemske vede. Od leta 1997 je generalni sekretar Svetovne hmeljarske organizacije (The International Hop Growers’ Convention - IHGC).